# Dystrykt Rusizi
Dystrykt Rusizi – dystrykt w Rwandzie, w Prowincji Zachodniej. Znajduje się w południowo-zachodniej części kraju. Stolicą dystryktu Rusizi jest Cyangugu. Dystrykt sąsiaduje od północy z dystryktem Nyamasheke, od zachodu z Demokratyczną Republiką Konga (w pobliżu Cyangugu znajduje się ćwierćmilionowe kongijskie miasto Bukavu), od południa z Burundi i ze wschodu z Prowincją Południową.

## Sektory
Dystrykt Rusizi podzielony jest na 18 sektorów: Bugarama, Butare, Bweyeye, Gikundamvura, Gashonga, Giheke, Gihundwe, Gitambi, Kamembe, Muganza, Mururu, Nkanka, Nkombo, Nkungu, Nyakabuye, Nyakarenzo, Nzahaha, Rwimbogo.

## Warunki naturalne
Dystrykt leży przy południowym krańcu Jeziora Kiwu. Zachodnią granicę stanowi rzeka Ruzizi, od której dystrykt wziął nazwę. Na terenie dystryktu znajduje się Park Narodowy Lasu Nyungwe – dziewiczy las deszczowy, miejsce występowania wielu gatunków naczelnych. Dzięki parkowi rozwija się turystyka.